# Guo Shuang
Guo Shuang (chinesisch 郭爽, Pinyin Guō Shuǎng; * 26. Februar 1986 im Stadtbezirk Horqin der Stadt Tongliao, Autonomes Gebiet Innere Mongolei der Volksrepublik China) ist eine ehemalige chinesische Bahnradsportlerin und Weltmeisterin.

## Sportliche Laufbahn
2003 wurde Guo Shuang zweifache Weltmeisterin der Juniorinnen im Sprint und im 500-m-Zeitfahren; 2004 konnte sie diesen Erfolg im Sprint wiederholen. In den folgenden Jahren errang sie zahlreiche Podiumsplätze im Bahnrad-Weltcup.
Ihre ersten großen Erfolge in der Eliteklasse waren zwei dritte Plätze im Sprint und Keirin bei den Bahn-Weltmeisterschaften 2006 in Bordeaux sowie zwei erste Plätze in Sprint und Keirin bei den Asienspielen 2006 in Doha. Bei den UCI-Bahn-Weltmeisterschaften 2007 in Palma wurde Guo Shang zweifache Vize-Weltmeisterin im Sprint und Keirin. 2009 gelang es ihr schließlich, die Weltmeisterschaft im Keirin zu erringen. Bei den Asien-Spielen 2010 gewann sie die Goldmedaille im Sprint. Bei den UCI-Bahn-Weltmeisterschaften 2012 in Melbourne errang Guo die Bronzemedaille im Teamsprint, gemeinsam mit Gong Jinjie.
Bei den Olympischen Spielen 2008 in Peking gewann Guo Shuang die Bronzemedaille im Keirin. Auf die Wettkämpfe vor heimischem Publikum hatte sie sich zwei Jahre lang im „World Cycling Center“ der Union Cycliste Internationale in Aigle vorbereitet. Vier Jahre später, bei den Olympischen Spielen 2012 in London, errangen Guo und Gong die Silbermedaille im Teamsprint, nachdem sie als Siegerinnen des Finallaufs wegen eines Wechselfehlers auf den zweiten Platz zurückgesetzt worden waren.
Bei den UCI-Bahn-Weltmeisterschaften 2013 in Minsk errangen Guo und Gong Jinjie die Silbermedaille im Teamsprint.

## Erfolge
2003
- Junioren-Weltmeisterschaft – Sprint, 500-Meter-Zeitfahren

2004
- Junioren-Weltmeisterschaft – Sprint
- Bahnrad-Weltcup in Moskau – Keirin
- Bahnrad-Weltcup in Sydney – Keirin

2006
- Weltmeisterschaft – Sprint, Keirin
- Bahnrad-Weltcup in Sydney – Keirin
- Asienspielesiegerin – Sprint, 500-Meter-Zeitfahren

2007
- Weltmeisterschaft – Sprint, Keirin

2008
- Olympische Spiele – Sprint

2009
- Weltmeisterin – Keirin

2010
- Weltmeisterschaft – Sprint
- Bahnrad-Weltcup in Peking – Sprint, Keirin
- Bahnrad-Weltcup in Melbourne – Teamsprint (mit Jinjie Gong)
- Asienspielesiegerin – Sprint
- Asienspiele – 500-Meter-Zeitfahren
- Asienmeisterin – Sprint, 500-Meter-Zeitfahren

2011
- Weltmeisterschaft – Teamsprint (mit Gong Jinjie und Lin Junhong)
- Bahnrad-Weltcup in Manchester – Keirin
- Asienmeisterin – Sprint
- Asienmeisterschaft – 500-Meter-Zeitfahren

2012
- Olympische Spiele – Keirin, Teamsprint (mit Gong Jinjie)
- Olympische Spiele – Sprint
- Weltmeisterschaft – Teamsprint (mit Gong Jinjie)
- Bahnrad-Weltcup in Peking – Sprint, Keirin, Teamsprint (mit Gong Jinjie)
- Bahnrad-Weltcup in London – Sprint

2013
- Weltmeisterschaft – Teamsprint (mit Gong Jinjie)
- Bahnrad-Weltcup in Apeldoorn – Sprint

2014
- Bahnrad-Weltcup in London – Keirin

2015
- Chinesische Meisterin – Teamsprint (mit Zhong Tianshi)

2017
- Chinesische Meisterin – Keirin

## Teams
- 2017 Giant-Max Succes Sports